# 第23軍団 (北軍)
南北戦争中の北軍第23軍団（XXIII Corps）は、オハイオ軍に所属して西部戦線で活動した軍団である。

## 歴史
1862年12月、アンブローズ・バーンサイドを司令官とするポトマック軍はフレデリックスバーグの戦いで敗北した。バーンサイドはポトマック軍司令官を辞任したが、3月にはオハイオ軍管区司令官に就任した。1863年4月、バーンサイドの命令により第23軍団が編成された。テネシー州東部とケンタッキー州での防御体制を固めるため、バーンサイドが以前から率いていた第9軍団と共に西部へと送り込まれた。この時の第23軍団は2個師団編成であり、軍団長はジョージ・ハートサッフ（George Lucas Hartsuff）であった。
第23軍団は、初の大きな実戦となった1863年秋のノックスビル方面作戦では、キャンベル駅の戦いとサンダース砦の戦いで目覚しい活躍を見せ重要な役割を果たし、1864年初頭にもいくつかの小さな戦闘に加わった。この間の軍団長はマーロン・マンソン（Mahlon Dickerson Manson）が務めた。
1864年春、オハイオ軍はウィリアム・シャーマンのアトランタ方面作戦に参加した。しかし、それ以前に第9軍団はオハイオ軍を離れてポトマック軍に戻っていたため、この間オハイオ軍は第23軍団のみで構成されていた。軍団長兼軍司令官はジョン・マカリスター・スコフィールドであった。
1864年秋、第23軍団は南軍ジョン・ベル・フッドのフランクリン・ナッシュビル方面作戦に対応するために北方へ送られ、第二次フランクリンの戦いでは激しく戦ったが、ナッシュビルの戦いでは予備に回った。
この作戦の後、軍団は東部へ移動し、南部軍管区（Department of the South）に所属した。第二次フィッシャー砦の戦いには参加しなかったものの、南軍最後の港であったウィルミントンを占領した（Battle of Wilmington）。この時の軍団長はジェイコブ・ドルソン・コックス少将であった。戦争の最後の段階では、第23軍団はシャーマンのカロライナ方面作戦に参加し、1865年8月に解散した。

## 歴代軍団長
| ジョージ・ハートサッフ                   | 1863年5月28日 – 1863年9月24日  |
| マーロン・マンソン                       | 1863年9月24日 – 1863年12月20日 |
| ジェイコブ・ドルソン・コックス           | 1863年12月20日 – 1864年2月10日 |
| ジョージ・ストーンマン                   | 1864年2月10日 – 1864年4月4日   |
| ジェイコブ・ドルソン・コックス           | 1864年4月4日 – 1864年4月9日    |
| ジョン・マカリスター・スコフィールド*    | 1864年4月9日 – 1865年3月31日   |
| ジェイコブ・ドルソン・コックス           | 1865年3月31日 – 1865年6月17日  |
| トーマス・ルガー（Thomas H. Ruger）      | 1865年6月17日 – 1865年6月27日  |
| サミュエル・カーター（Samuel P. Carter） | 1865年6月27日5 – 1865年8月1日  |

*5月26日-28日、9月14日-10月22日の短期間、コックスが軍団長を務めている

## 参考資料
- Boatner, Mark M. III, The Civil War Dictionary: Revised Edition, David McKay Company, Inc., 1984.